# Liste der Einträge im National Register of Historic Places im Wadena County

Lage des Wadena County in Minnesota

Die Liste der Einträge im National Register of Historic Places im Wadena County in Minnesota führt alle Bauwerke und historischen Stätten im Wadena County auf, die in das National Register of Historic Places aufgenommen wurden.

## Legende
| NRHP | Historic Place    |
| HD   | Historic District |

## Aktuelle Einträge
| [ 2 ] | Name                                   | Bild                                   | Eintragsdatum        | Lage                                                          | Ort     | Beschreibung |
| ----- | -------------------------------------- | -------------------------------------- | -------------------- | ------------------------------------------------------------- | ------- | --- |
| 1     | Blueberry Lake Village Site            |                                        | 1973 ID-Nr. 73000996 | Adresse nicht veröffentlicht                                  | Menahga | Präkolumbische Siedlungsstätte |
| 2     | Commercial Hotel                       | Commercial Hotel                       | 1988 ID-Nr. 88003010 | Jefferson Street, South 46° 26′ 22″ N, 95° 8′ 15″ W           | Wadena  | 1885 im Queen Anne-Stil errichtetes Hotel |
| 3     | Northern Pacific Passenger Depot       | Northern Pacific Passenger Depot       | 1989 ID-Nr. 88003012 | Abseits der 1st Street, Southwest 46° 26′ 32″ N, 95° 8′ 16″ W | Wadena  | 1915 aus Backsteinen errichtetes Bahnhofsgebäude |
| 4     | Old Wadena Historic District           | Old Wadena Historic District           | 1973 ID-Nr. 73000997 | Adresse nicht veröffentlicht                                  | Staples | Historisches Zentrum der 1856 gegründeten Stadt |
| 5     | Peterson-Biddick Seed and Feed Company | Peterson-Biddick Seed and Feed Company | 1989 ID-Nr. 88003227 | 102 Southeast Aldrich Avenue 46° 26′ 27″ N, 95° 8′ 4″ W       | Wadena  | 1916 errichteter Komplex aus einem Eisenwarenladen und einem Getreidelager                                                                                                   |
| 6     | Reaume's Trading Post                  |                                        | 1974 ID-Nr. 74001042 | Adresse nicht veröffentlicht                                  | Wadena  | Stelle, an der 1792 der Händler Joseph Reaume an der Grenze der von den Anishinabe und den Dakota kontrollierten Gebiete einen Handelsposten errichtete                      |
| 7     | Wadena Fire and City Hall              | Wadena Fire and City Hall              | 1989 ID-Nr. 88003228 | 10 Southeast Bryant Avenue 46° 26′ 24″ N, 95° 8′ 10″ W        | Wadena  | 1912 aus Backsteinen im Stil der Neorenaissance errichtetes Rathaus, in dem auch eine Feuerwache untergebracht war; heute beherbergt das Gebäude eine chiropraktische Praxis |